# شل نیجریه
شل نیجریه (به انگلیسی: Shell Nigeria) شرکت تابعه شل در نیجریه می‌باشد، که بخش اعظم از نفت این کشور را تولید می‌کند.
این شرکت، در زمینه اکتشاف و استخراج نفت خام، گاز طبیعی، همچنین تولید ال‌ان‌جی فعالیت می‌کند.
بر پایه قرارداد مشارکتی که در سال ۲۰۰۹ میان رویال داچ شل و شرکت ملی نفت نیجریه منعقد گردید، شرکت شل نیجریه، وظیفه تولید نفت ۸۰ میدان نفتی این کشور را بر عهده دارد، که در مقابل رویال داچ شل، مالک ۲۱٪ درصد از نفت خام تولید شده نیجریه می‌باشد. در سال ۲۰۰۹ کشور نیجریه به‌طور متوسط ۶۲۹ هزار بشکه در روز تولید داشته‌است.